# 26399 Rileyennis
26399 Rileyennis este un asteroid din centura principală de asteroizi.

## Descriere
26399 Rileyennis este un asteroid din centura principală de asteroizi. A fost descoperit pe 15 noiembrie 1999 la Socorro, New Mexico, în cadrul proiectului LINEAR. Asteroidul prezintă o orbită caracterizată de o semiaxă mare de 2,26 ua, o excentricitate de 0,12 și o înclinație de 4,4° în raport cu ecliptica.